# مرکز سرطان و مؤسسه تحقیقاتی اچ. لی مافیت
مرکز سرطان و مؤسسه تحقیقاتی اچ. لی مافیت یکی از معتبرترین مراکز درمانی و تحقیقاتی سرطان در دنیا است که در شهر تمپا، ایالت فلوریدا قرار دارد. این بیمارستان در سال ۱۹۸۱ توسط مجلس قانونگذاری فلوریدا تأسیس شد و در اکتبر ۱۹۸۶ در پردیس دانشگاه جنوب فلوریدا افتتاح شد. مافیت تنها مرکز جامع سرطان تعیین شده توسط مؤسسه ملی سرطان مستقر در فلوریدا است. در سال ۲۰۲۰، US News & World Report مرکز سرطان مافیت را به عنوان بیمارستان شماره ۸ سرطان در سطح کشور قرار داد.
مافیت یکی از معدود بیمارستان‌های سرطان در جهان است که متخصصان آن برای مبارزه با سرطان بر روی موضوعاتی مانند زیست‌شناسی فرگشتی، زیست‌شناسی محاسباتی تومور، زیست‌شناسی سرطان، علوم کامپیوتر و انفورماتیک برای پیش‌بینی مسیر تومور و مهار سیستم ایمنی بدن کار می‌کنند. تحقیقات بالینی انجام شده در این مرکز تحقیقاتی منجر به تاییدیه‌های اولیه سازمان غذا و داروی آمریکا برای روش درمانی کارتی سل تراپی (CAR T-cell)، یکی از جدیدترین روش درمان سرطان شد.

## اعتبار
از سال ۱۹۹۹ تا ۲۰۲۰، مافیت همواره به عنوان یکی از بهترین بیمارستان‌های تخصصی سرطانِ آمریکا در کنار مراکز معتبری مانند ام دی اندرسون، مموریال اسلون کترینگ، میو کلینیک، و مرکز سرطان دانا فاربر دانشگاه هاروارد رتبه‌بندی شده‌است.

## زمینه‌های تحقیقاتی
در حال حاضر ۴ برنامه تحقیقاتی میان رشته‌ای در مرکز مافیت مشغول به کار هستند:
- زیست‌شناسی و تکامل سرطان: به بررسی و تعریف پویایی‌های پیچیده حاکم بر زیست‌شناسی و پاسخ‌های درمانی سرطان، و ارائه عوامل و استراتژی‌های جدید برای پیشگیری و درمان بدخیمی‌های مقاوم یا عودکننده تمرکز دارد.
- اپیدمیولوژی سرطان: تحقیقات منجر به شناسایی عوامل پر ریسک در سرطان و استفاده از این یافته‌ها به منظور پیشگیری موفق و تشخیص زودهنگام بیماری.
- زیست‌شناسی شیمیایی و پزشکی مولکولی: ادغام زیست‌شناسی شیمیایی و فناوری‌های زیست‌شناسی سیستمی برای توسعه رویکردهای درمانی جدید.
- ایمونولوژی سرطان: استفاده از یافته‌های تحقیقات پایه برای درمان سرطان‌های انسانی به منظور بهبود روش‌های درمانی بالینی پیشرفته.